# Tetrarch (Band)
Tetrarch ist eine US-amerikanische Metalband, die seit 2007 aktiv ist.

## Bandgeschichte
Tetrarch wurde 2007 in Atlanta von Diamond Rowe und Josh Fore gegründet. Laut Lead-Gitarristin Diamond Rowe begannen Tetrarch ihre Live-Shows in der lokalen Szene und spielten ihre erste Show in einem Underground-Club in Douglasville, Georgia. Im Sommer 2008 veröffentlichten sie ihre erste EP, Pravda, die in den Ledbelly Studios von Matthew Washburn aufgenommen wurde. Um ihre erste Veröffentlichung zu unterstützen, spielten Tetrarch etliche Shows in Atlanta und im Südosten des Landes. Im Jahr 2009 begannen Tetrarch mit dem Produzenten Russ-T Cobb in den Bang Studios in Atlanta zu arbeiten. Dort produzierten sie die Single Disciples of Sorrow, welche die Aufmerksamkeit des Radiosenders Project 9-6-1 erregte und dort gute Kritiken erhielt.
Ende 2010 gingen Tetrarch erneut ins Studio, diesmal in Begleitung des Produzenten Matthew Laplant. Am 5. Mai 2011, während die EP fertiggestellt wurde, wurden sie gebeten, auf der Hauptbühne zu spielen und Avenged Sevenfold, Seether und Alter Bridge im Verizon Wireless Amphitheater in Atlanta zu unterstützen. Infolgedessen veröffentlichte die Band im Sommer 2011 ihre bis dato größte EP The Will to Fight. We Are the Hunters, die erste Singleauskopplung aus der EP, erlangte schnell die Aufmerksamkeit der Metal-Blogs und Konsumenten. Laut OurStage.com erreichten Tetrarch mit dieser EP zwei "Top-100- und drei Top-40-Platzierungen". Im Sommer 2012 arbeiteten Tetrarch in den Audiohammer Studios in Sanford an ihrer EP Relentless, einem Nachfolger von The Will to Fight aus dem Jahr 2011. Relentless erschien dann am 19. März 2013.
Am 16. Dezember 2013 ging die Band erneut ins Studio, um mit den Aufnahmen für ein weiteres Album zu beginnen; dem folgte eine 3-tägiger Headliner-Tour (13.–15. Dezember 2013), die von Albany, Georgia, nach Port Charlotte, Florida, führte. Anfang des Jahres 2014 traten Tetrarch als Support-Act für Straight Line Stitch, Goodbye October und Viscera auf. Tetrarch hat für den Rest des Jahres 2014 vorläufige/unangekündigte Touren in den Vereinigten Staaten und Kanada geplant.
2017 veröffentlichte die Band dann das Album Freak, welches von Dave Otero (Cattle Decapitation, Allegaeon), produziert wurde. Jeannie Blue (crypticrock.com) bezeichnete es als ein „Album, das einen an die alten Hybrid Theory-Ära erinnert“. Am 15. Mai 2020 veröffentlichte die Band die Single I'm not Right, für die auch ein Musikvideo aufgenommen wurde.
Am 4. Februar 2021 kündigte die Band das Album Unstable an, welches am 30. April erschien. Aus diesem Album wurden im Voraus die Singleauskopplungen You Never Listen, Negative Noise und Addicted veröffentlicht.

## Stil
Häufig auch als „Modern Metal“ beschrieben spielen Tetrarch ein Crossover aus Metalcore und Nu Metal mit „Metalcore-Riffs, treibenden Drums mit dunklen Vibes und eindringliche Refrains“. Der Gesang wechselt zwischen Klargesang, melodischen Shoutparts und „irrsinnigen Screams“. Bands wie Avenged Sevenfold, Seether, Alter Bridge, DevilDriver, Superjoint, 36 Crazyfists, DED und Cane Hill werden als ähnlich aufgeführt. Als Inspiration nennt die Band selbst Metallica, Gojira, Slipknot, Korn, Mudvayne und Linkin Park.

## Sonstiges
Sowohl Lead-Gitarristin Diamond Rowe, als auch Sänger und Rhythmus-Gitarrist Josh Fore wurden neben Mark Morton, Willie Adler, Matt Heafy, Robb Flynn und vielen weiteren zum Gitarristen des Jahres 2020 nominiert.

## Diskografie
Alben
- 2018: Freak (Eigenveröffentlichung)
- 2021: Unstable (Napalm Records)
- 2025: The Ugly Side of Me (Napalm Records)

EPs
- 2011: The Will to Fight
- 2013: Relentless (Eigenveröffentlichung)

Singles
- 2020: I'm Not Right (Eigenveröffentlichung)

Musikvideos
- 2017: Oddity
- 2018: Freak
- 2020: I'm Not Right
- 2021: You Never Listen
- 2021: Negative Noise
- 2021: Stich Me Up